# Arthur William à Beckett
Pour les articles homonymes, voir William et Beckett.
Arthur William à Beckett, né le 25 octobre 1844 et mort 14 janvier 1909, est un journaliste et intellectuel anglais.

## Biographie
Fils cadet de Gilbert Abbott à Beckett et de Mary Anne à Beckett, frère de Gilbert Arthur à Beckett (en), il étudie à Felsted School (en). En plus de remplir d'autres engagements journalistiques, Beckett fait partie du personnel de Punch de 1874 à 1902, et il édite le Sunday Times 1891-1895, et Naval and Military Magazine en 1896.
Il rend compte de son père et de ses propres souvenirs dans The à Becketts of Punch (1903). Un ami d'enfance (et parent éloigné) de W. S. Gilbert, Beckett s'est brièvement disputé avec Gilbert en 1869, mais les deux ont rapiécé l'amitié, et Gilbert a même plus tard collaboré à des projets avec le frère de Beckett.
Il est marié à Suzanne Frances Winslow, fille du célèbre psychiatre Forbes Benignus Winslow (en).

## Œuvres
Il a publié :
- Comic Guide to the Royal Academy, avec son frère Gilbert (1863-64)
- Fallen Amongst Thieves (1869)[1]
- Our Holiday in the Highlands (1874)[1]
- The Shadow Witness and The Doom of Saint Quirec, avec Francis Burnand (1875-76)
- The Ghost of Greystone Grange (1877)[1]
- The Mystery of Mostyn Manor (1878)[1]
- Traded Out; Hard Luck; Stone Broke;Papers from Pump Handle Court, par un Briefless Barrister (1884)
- Modern Arabian Nights (1885)[1]
- The Member for Wrottenborough  (1895)
- Greenroom Recollections (1896)
- The Modern Adam (1899)
- London at the End of the Century (1900)
- Avec F. C. Burnand (en) il est co-auteur de :[1]
  - The Doom of St. Querec (1875)
  - The Shadow Witness (1876)

Il écrit pour le théâtre, deux comédies en trois actes :
- L. S. D. (Royalty Theatre (en), 1872);
- About Town (Théâtre de la Cour, 1873, qui a connu plus de 150 représentations);

et
- On Strike (Théâtre de la Cour, 1873, drame domestique en un acte) ;
- Faded Flowers (Theatre Royal Haymarket);
- Long Ago (Royalty Theatre, 1882);
- From Father to Son (Liverpool, 1881, version pour le théâtre de son roman Fallen among Thieves en 3 actes, en collaboration avec J. Palgrave Simpson).